# هانژونگ
هانژونگ (به لاتین: Hanzhong) یک شهر مرکزی در جمهوری خلق چین است که در شاآنشی واقع شده‌است. هانژونگ ۲۷٬۲۴۶ کیلومتر مربع مساحت و ۳٬۷۰۰٬۰۰۰ نفر جمعیت دارد و ۵۱۱ متر بالاتر از سطح دریا واقع شده‌است.

## خواهرخوانده
شهرهای تورنو و ایزومو خواهرخوانده‌های هانژونگ هستند.